# Kenji Arima
Kenji Arima (født 26. november 1972) er en tidligere japansk fodboldspiller og træner.
Han har spillet for flere forskellige klubber i sin karriere, herunder Kashiwa Reysol, Consadole Sapporo og Yokohama FC.
Han har tidligere trænet YSCC Yokohama.